# Victorino de Pettau
San Victorino de Petovio o Pettau (Victotinus Petavionensis o Poetovionensis), obispo, primer exegeta latino, Padre de la Iglesia y mártir, nacido probablemente en Grecia en torno al 250 y muerto el 2 de noviembre de 304.

## Vida
Victorino fue obispo en Petovia (actual Ptuj) en la segunda mitad del siglo III, a orillas del Drava, en la Eslovenia septentrional. Fue martirizado en el tiempo de la persecución de Diocleciano (304).
San Jerónimo dice que a San Victorino no le interesaba la polémica y también que no sabía tan bien el latín como el griego. Por eso sus obras encontramos excelentes en su contenido, pero con un mediocre estilo. Probablemente no tenía una educación clásica de retórica pero era un buen cristiano; peregrinó a Jerusalén y visitó la biblioteca fundada por el obispo Alejandro, donde le influenció la cultura oriental que allí encontró, tal y como se puede ver en sus obras.

## Obras
Se conocen mucho más las obras que la vida de Victorino; éstas son un documento excepcional de la vida de la Iglesia. Su trabajo más importante es la exégesis. Nosotros lo conocemos como el primer exegeta latino de la Sagrada Escritura.
Como obispo se sentía responsable de anunciar el Evangelio. Jerónimo le da un puesto especial en el elenco de los padres apostólicos y dice de él que ha escrito comentarios sobre el Génesis, el Éxodo, el Levítico, Isaías, Ezequiel, Habacuc, Eclesiastés, el Cantar de los Cantares, el Apocalipsis, un comentario del evangelio de Mateo, y un tratado contra las herejías. De todos ellos sólo se conserva el comentario del Apocalipsis y algún pequeño fragmento de los demás.
- Comentario sobre el Apocalipsis de Juan (Commentarii in Apocalypsim Ioannis).

Escrito después del año 260, conocemos sus escritos reelaborados por Jerónimo, que varia un poco el texto, que después usará Migne para una edición de Patrología Latina. El texto propio de Victorino lo encontró Haussleiter, más tarde Martine Dulaey ha publicado este texto en la colección Sources Chretiennes. Esta explicación del apocalipsis la escribe haciendo una breve exposición y sigue con una explicación alegórica. Este método lo aprendió de Orígenes.
- Sobre la semana de la creación del mundo (De fabrica mundi).

La segunda obra de San Victorino, donde escribe su visión de la estructura del mundo, el número 7, pero los más importantes son los números 4 y 6. El texto nace entre los años 250-260, siendo más antiguo que la explicación del apocalipsis.

## Doctrina
En la doctrina de Victorino es evidente la influencia de la teoría corriente de Juan el evangelista. Más radical se ve esta influencia en su teología, en las obras, elementos litúrgicos dentro de la comunidad cristiana a Petovio. Esta influencia que viene del oriente de la comunidad petoviana podemos encontrar una influencia occidental, la cual viene de Aquilea por medio de las obras de Victorino distribuidas al norte de Italia y al occidente, hasta cuando lo vetaron en la liturgia, con un decreto, para que no se usasen sus obras. 

### Escatología
Victorino era milenarista, una posición normal en aquellos tiempos. Conocemos el milenarismo en diversos modos; Victorino lo tomó de Ireneo y se basa en el Salmo 90, 4 (Porque mil años a tus ojos son como el ayer que ya pasó, como una vigilia de la noche). Es una imagen de la historia en siete milenios, de los cuales el último será el reino de Cristo.

## Literatura
- Enrique Molinè, Los padres de la iglesia Una guía espiritual, Madrid 1982.
- Berthold Altaner, Patrologia, Roma 1977.
- Lorenzo Dattrino, Padri e Maestri della Fede Lineamenti di Patrologia, Padova.